# Mario, Maria e Mario
Mario, Maria e Mario is een Italiaanse dramafilm uit 1993 onder regie van Ettore Scola.

## Verhaal
Het huwelijk van Mario en Maria Boschi verkeert in een crisis. Hun collega Mario Della Rocca schrijft een indrukwekkende toespraak, waardoor Maria zich meteen aangetrokken voelt tot hem. Ze brengen samen de nacht door. Wanneer haar man erachter komt, moet ze het huis verlaten.

## Rolverdeling
| Acteur          | Personage         |
| --------------- | ----------------- |
| Giulio Scarpati | Mario Boschi      |
| Valeria Cavalli | Maria Boschi      |
| Enrico Lo Verso | Mario Della Rocca |
| Laura Betti     | Laura             |